# Holzheim, Donau-Ries
Holzheim là một đô thị ở huyện Donau-Ries trong bang Bayern nước Đức. Đô thị Holzheim, Donau-Ries có diện tích 19,62 km².